# Ніч на 14-й паралелі
«Ніч на 14-й паралелі» (рос. «Ночь на 14-й параллели») — радянський чорно-білий пригодницький художній фільм, поставлений на кіностудії «Ленфільм» за повістю Ю. Семенова «Він убив мене під Луанг-Прабангом» — 1971 рік (політичний детектив).

## Сюжет
Дія відбувається в одній з країн Індокитаю, народи якої вже багато років ведуть боротьбу з американською агресією. Радянський журналіст Дмитро Степанов повертається з поля бою, поспішаючи передати репортаж в свою газету. Його машину переслідує американський літак… За штурвалом — Ед Стюарт, з яким Степанов дружив колись…

## У ролях
- Валентин Гафт — Ед Стюарт, американський льотчик
- Всеволод Платов — Дмитро Степанов, радянський журналіст
- Олена Козелькова — Джейн
- Жанна Ковенчук — Кемлонг
- Наталія Арінбасарова — мадам Тань
- Талгат Нігматулін — Сітонг
- Мажит Бегалін — Кхам Бут
- Олексій Полєвой — Файн
- Герман Юшко — Білл
- Елеубай Умурзаков — Ка-Кху
- Володимир Еренберг — Маффі
- Петро Шелохонов — редактор газети в Москві

## Знімальна група
- Сценаристи:  Юліан Семенов,  Володимир Шредель
- Режисер:  Володимир Шредель
- Оператор:  Володимир Бурикін
- Композитор:  Мурад Кажлаєв
- Художник-постановник:  Василь Зачиняєв